# Grand Prix van Interlagos 1947
De Grand Prix van Interlagos 1947 was een autorace die werd gehouden op 30 maart 1947 op Interlagos in de Braziliaanse stad São Paulo.

## Uitslag
| Positie | Rijder                  | Team       | Ronden | Tijd/Opgave |
| ------- | ----------------------- | ---------- | ------ | ----------- |
| 1       | Achille Varzi           | Alfa Romeo | 20     | 1:00:19.0   |
| 2       | Chico Landi             | Alfa Romeo | 19     | +1 ronde    |
| 3       | Gino Bianco             | Maserati   | 19     | +1 ronde    |
| NF      | António Parra           | MG         |        |             |
| NF      | Benedicto Lopes         | MG         |        |             |
| NF      | Carlo Maria Pintacuda   | Maserati   |        |             |
| NF      | Fernandez Lages         | MG         |        |             |
| NF      | Henrique Casini         | MG         |        |             |
| NF      | Luigi Villoresi         | Maserati   |        | Crash       |
| NF      | Hernando da Silva Ramos | MG         |        |             |
| NF      | "Raph"                  | Maserati   |        |             |